# 伊朗民族主義
伊朗民族主義（英語：Iranian nationalism）指伊朗國内身份認同爲「伊朗人」之民衆的民族主義。在此背景下，伊朗民族主義包涵了由伊朗文化、歷史、國家、民族與波斯語之自豪感所驅使的政治與社會運動。伊朗的民族意識可追溯至過往的幾個世紀，而該國民族主義的在民衆中主導地位則是從20世紀開始的。
在巴列维王朝時期（1925年至1979年），伊朗民族主義因官方對愛國情緒的鼓動而迎來復興。伊朗伊斯蘭革命之後，新的伊朗伊斯蘭共和國也因1999年伊朗學生暴動與政府多年來的專政統治而遭遇新的民族主義浪潮。